# Tag des Messens
Der internationale Tag des Messens (auch Weltmetrologietag oder Tag der Metrologie) wird seit dem Jahr 2000 jeweils am 20. Mai begangen. An diesem Tag wurde im Jahr 1875 die internationale Meterkonvention unterzeichnet. Er wird gemeinsam vom Internationalen Büro für Maß und Gewicht (BIPM) und der Internationalen Organisation für das gesetzliche Messwesen (OIML) ausgerichtet. Heute soll der Tag auf die Bedeutung des Messens und der Wissenschaft vom Messen (= der Metrologie) für Wirtschaft und Gesellschaft hinweisen. In den USA wird dieser Tag mit der gleichen Zielsetzung auch unter dem Namen Weights and Measures Day begangen.
Im Juli 2023 wurde der Tag des Messens als „UNESCO International Day“ anerkannt.
Seit 2004 stehen die Tage jeweils unter einem Motto:
- 2004: Metrology in the World of Sport
- 2005: Small and Medium Enterprises
- 2006: Measurement in Health
- 2007: Measurements in our Environment
- 2008: Measurement in Sport
- 2009: Measurement in Commerce
- 2010: Measurements in Science and Technology
- 2011: Chemical measurements for our life, our future
- 2012: Metrology for Safety
- 2013: Metrology in daily life
- 2014: Measurements and the global energy challenge
- 2015: Measurements and Light
- 2016: Measurements in a Dynamic World
- 2017: Measurements for Transport
- 2018: Constant evolution of the International System of Units (SI)
- 2019: The International System of Units – Fundamentally better.

An diesem Tag sind die Neudefinitionen der SI-Einheiten, die auf der 26. Generalkonferenz für Maß und Gewicht (CGPM) am 16. November 2018 beschlossen wurden, in Kraft getreten.
- 2020: Measurements for global trade
- 2021: Measurement for Health
- 2022: Metrology in the Digital Era
- 2023: Measurements supporting the global food system
- 2024: Sustainability
- 2025: Measurements for all times, for all people

An diesem Tag wurde das 150-jährige Bestehen der Meterkonvention gefeiert.